# Aban (település)
Aban (oroszul: Абан ) település Oroszország ázsiai részén, a Krasznojarszki határterületen, az Abani járás székhelye. Neve az egykor itt élt jenyiszeji asszánok nyelvén azt jelentette: 'medvesarok'.
Népessége: 9187 fő (a 2010. évi népszámláláskor).

## Elhelyezkedése
Krasznojarszktól 309 km-re keletre, a legközelebbi vasútállomástól, Kanszktól 62 km-re északkeletre, az Aban folyó partján helyezkedik el.
Először egy 1762-ben kelt összeírás tesz említést az Aban partján fekvő orosz faluról; akkor ötvenöt lakosa volt, 1859-ben csaknem ötszáz. Az Abani járást 1924-ben alakították meg. 
A járásban található a Kanszk-acsinszki-szénmedence egyik legnagyobb szénmezője (abani szénlelőhely). A kb. 2000 km² kiterjedésű barnaszén-lelőhelyet 1939-ben fedezték fel, részletes geológiai feltárását a világháború utáni évtizedekben végezték. A szénmező Abantól néhány km-re keletre létesített külfejtését 1983 óta művelik. A kitermelést végző vállalat bányászlakások építésével és közművesítéssel is hozzájárult a település fejlesztéséhez.